# Административное деление империи Юань
Ниже описано административное деление империи Юань.

## Общая государственная структура
Империя Юань сложилась из территорий, ранее принадлежавших разным государствам с разной структурой управления: собственно монгольских земель, земель тангутского государства Си Ся, земель созданной чжурчжэнями империи Цзинь, земель китайской империи Сун, а также тибетских земель.
Создание государственного аппарата в завоёванных монголами чжурчжэньских землях начал ещё Угэдэй, став великим ханом. В 1230 году советник Елюй Чуцай подал проект реорганизации управления в северокитайских землях, направленный на создание отдельной от управления кочевниками администрации для оседлого населения по китайскому образцу. В соответствии с этим проектом территория Северного Китая была разделена на 10 регионов-лу (路). В 1231 году был создан высший гражданский административный орган чжуншушэн (中書省) во главе с Елюй Чуцаем. В каждом регионе-лу для управления им создавался син-чжуншушэн (行中書省). Однако, под давлением монгольской знати, упиравшей на необходимость сохранения традиций, Угэдэю пришлось раздать значительную часть территории и населения Северного Китая в уделы своим родичам и военной верхушке. Попытка Елюй Чуцая избежать этого не увенчалась успехом, а после смерти Угэдэя в 1241 году Елюй Чуцай был вообще отстранён от двора.
Когда Хубилай основал империю Юань, то он развил образцы, заложенные при Угэдэе. Территория империи была разделена на 10 провинций, каждой из которых управлял свой син-чжуншушэн, плюс отдельные Внутренние территории, которыми управлял напрямую чжуншушэн. Во время некоторых завоевательных походов также создавались син-чжуншушэны для управления новыми завоёванными территориями, но они расформировывались после того, как эти походы заканчивались неудачей. Тибетом занималось Управление по делам буддизма (宣政院).
На более низких уровнях территории делились на регионы-лу (路), управы-фу (府), области-чжоу (州) и уезды-сянь (縣). В общем, уезды подчинялись областям, области — управам, управы — регионам, а регионы — чжуншушэну или син-чжуншушэнам. Однако из этого правила были многочисленные исключения: нередки были случаи, когда административные единицы низких уровней были подчинены напрямую административным единицам высших уровней, минуя промежуточные уровни.

## Внутренние территории
Внутренние территории (腹里) являлись обширным регионом вокруг столичного города Ханбалык, который подчинялся напрямую чжуншушэну. В него входили территории современных провинций Хэбэй, Шаньдун и Шаньси, а также часть территорий современной провинции Хэнань и современного Автономного района Внутренняя Монголия.

## Управление по делам буддизма
Управление по делам буддизма помимо вопросов, связанных с буддийским учением, занималось также всеми военными и административными делами, касающимися Тибетского нагорья.

## Син-чжуншушэны
| Название       | Адм.центр | Территории на современной карте |
| -------------- | --------- | --- |
| Ганьсу         | Чжанъе    | Нинся-Хуэйский автономный район и восток провинции Ганьсу                                                                                      |
| Хэнань-Цзянбэй | Кайфэн    | Юг провинции Хэнань, северо-восток провинции Хубэй, север провинции Цзянсу, север провинции Аньхой                                             |
| Хугуан         | Ухань     | Юго-восток провинции Хубэй, основные части провинций Хунань, Гуйчжоу, Гуанси-Чжуанского автономного района, юго-запад провинции Гуандун        |
| Цзянси         | Наньчан   | Основная часть провинций Цзянси и Гуандун |
| Цзянчжэ        | Ханчжоу   | Юг провинций Цзянсу и Аньхой, город центрального подчинения Шанхай, основная часть провинций Чжэцзян и Фуцзянь, северо-восток провинции Цзянси |
| Ляоян          | Ляоян     | Северо-восточные провинции Китая, северо-восток Кореи, северо-восток Внутренней Монголии                                                       |
| Линбэй         | Каракорум | Монголия, юг Сибири, север Внутренней Монголии                                                                                                 |
| Шэньси         | Сиань     | Основная часть провинции Шэньси, юго-запад Внутренней Монголии, юго-восток провинции Ганьсу, северо-запад провинции Сычуань                    |
| Сычуань        | Чэнду     | Основная часть провинции Сычуань, юго-запад провинции Шэньси                                                                                   |
| Юньнань        | Куньмин   | Юньнань и запад провинции Гуйчжоу |

## Расформированныесин-чжуншушэны
1. Чжэндун (征東, "завоевание Востока"), создан в 1281 году для координации вторжений в Японию, во главе стоял ван Кореи
2. Чжэнмянь (征緬, "завоевание Мьянмы"), создан во время вторжений на бирманские земли
3. Цзяочжи (交趾) или Аньнань (安南), создан во время вторжений на северовьетнамские земли
4. Цзинхучжаньчэн (荆湖占城), создан во время вторжений на южновьетнамские земли